# ميل براون
ميل براون (بالإنجليزية: Mel Brown)‏ هو عازف جاز أمريكي، ولد في 1944 في بورتلاند في الولايات المتحدة.

## وصلات خارجية
- ميل براون على موقع ميوزك برينز (الإنجليزية)
- ميل براون على موقع أول ميوزيك (الإنجليزية)
- ميل براون على موقع ديسكوغز (الإنجليزية)